# Kutchubaea urophylla
Kutchubaea urophylla är en måreväxtart som först beskrevs av Paul Carpenter Standley, och fick sitt nu gällande namn av Julian Alfred Steyermark. Kutchubaea urophylla ingår i släktet Kutchubaea och familjen måreväxter.
Artens utbredningsområde är Peru. Inga underarter finns listade i Catalogue of Life.